# Zajazd Owernii i Prowansji
Zajazd Owernii i Prowansji (malt. Berġa ta' Alvernja u Provenza, fr. Auberge d'Auvergne et Provence) – zajazd w Birgu na Malcie. Zbudowany jako miejsce pobytu rycerzy Zakonu Świętego Jana z języka Owernii oraz Prowansji.
Zajazd Owernii i Prowansji zbudowany został około roku 1531, wchłaniając budynki wcześniej stojące na tym miejscu. Wierzy się, że część parteru oraz piwnice pochodzą z XV wieku, zaś starsze pozostałości prawdopodobnie z okresu bizantyńskiego. Zapiski mówią, że zajazd funkcjonował w roku 1531, a jego istnienie w sierpniu 1532 roku jest potwierdzone przez dokumenty Zakonu.
Zajazd oryginalnie zbudowany był jako dwa osobne budynki, z zajazdem Owernii po prawej, Prowansji po lewej stronie. W którymś momencie zajazdy zostały połączone i otrzymały wspólną fasadę. Razem z sąsiednimi zajazdami – Aragońskim i Francuskim – budynki uformowały zwarty blok. 
Fasada zajazdu ma centralnie usytuowane wejście, z mniejszymi drzwiami po każdej stronie. Główne drzwi ozdobione są wyprofilowanym gzymsem. Otwory okienne obramowane są ciążką sztukaterią w stylu Melitan.
Budynek został wpisany, razem z innymi zajazdami w Birgu, na "Antiquities List of 1925".

W latach poprzedzających II wojnę światową prawa strona budynku została częściowo zburzona, aby zrobić miejsce pod nowoczesne mieszkanie. Po wojnie pozostała część budynku została podzielona na dwa osobne domy oraz sklep, zaś budowla została zmodyfikowana przez dodanie drewnianego balkonu.
Dziś, część zajazdu zajmowana przez langue Prowansji (strona lewa) jest w większości niezmieniona, poza niewielkimi modyfikacjami. Druga część, należąca do języka Owernii, pozbawiona została części fasady, chociaż zachowane zostało wejście i mały balkon. Oryginalne wnętrze obu części zajazdu pozostało w większości nietknięte. 22 grudnia 2009 roku budynek został zaliczony do zabytków narodowych 1. klasy, jest również umieszczony na liście National Inventory of the Cultural Property of the Maltese Islands.